# Dumma, Hosanagara
Dumma là một làng thuộc tehsil Hosanagara, huyện Shimoga, bang Karnataka, Ấn Độ.